# Tequixquiac
Tequixquiac è uno dei 125 comuni dello stato federale del Messico, in Messico; si trova a circa 84 km a nord di Città del Messico. Il comune confina a nord e a ovest con Apaxco, a sud con Zumpango, a sud-ovest con Huehuetoca, anest con Hueypoxtla e a ovest con Atotonilco de Tula nello stato di Hidalgo.
La sua sede comunale o capoluogo è Santiago Tequixquiac, paese di 22 676 abitanti in 2010; del comune fanno parte il villaggio di Tlapanaloya, la Colonia Wenseslao Labra (che si trova all'interno della città di Zumpango facendo parte di un agglomerato urbano con il paese di San Juan Zitlaltepec); appartengono anche al comune la rancrería La Heredad e l'ex-hacienda di Montero e San Sebastían. 

## Toponomastica

Tequixquiac.

Il comune prende il nome dalla parola nahuatl tequixquiāc, che è formata da tre parole: tequixqui-tl, nome di un minerale composto da bicarbonato di sodio, ā-tl, che significa "acqua",  e -c , che identifica un luogo; il nome significa quindi "luogo dell'acqua con tequixquitl".
Il glifo è rappresentato da un giudice di un canale di acqua nel centro ha un pezzo di pietra tequexquite (bicarbonato di sodio), e nel cerchio in alto a sinistra e un simbolo del movimento in alto a destra.

Chiesa di San Giacomo Apostolo a Tequixquiac.